# Dávid Varga
Dávid Varga (Győr, 19 de marzo de 1988) es un deportista húngaro que compite en piragüismo en la modalidad de aguas tranquilas. Ganó tres medallas de bronce en el Campeonato Mundial de Piragüismo, entre los años 2013 y 2015, y dos medallas de plata en el Campeonato Europeo de Piragüismo, en los años 2014 y 2017.
En la modalidad de maratón, obtuvo una medalla de bronce en el Campeonato Europeo de 2007.

## Palmarés internacional

### Piragüismo en aguas tranquilas
| Campeonato Mundial | Campeonato Mundial     | Campeonato Mundial | Campeonato Mundial |
| Año                | Lugar                  | Medalla            | Competición        |
| ------------------ | ---------------------- | ------------------ | ------------------ |
| 2013               | Duisburgo (Alemania)   | Medalla de bronce  | C4 1000 m          |
| 2014               | Moscú (Rusia)          | Medalla de bronce  | C4 1000 m          |
| 2015               | Milán (Italia)         | Medalla de bronce  | C4 1000 m          |
| Campeonato Europeo |                        |                    |                    |
| Año                | Lugar                  | Medalla            | Competición        |
| 2014               | Brandeburgo (Alemania) | Medalla de plata   | C4 1000 m          |
| 2017               | Plovdiv (Bulgaria)     | Medalla de plata   | C1 5000 m          |

### Piragüismo en maratón
| Campeonato Europeo | Campeonato Europeo   | Campeonato Europeo | Campeonato Europeo |
| Año                | Lugar                | Medalla            | Competición        |
| ------------------ | -------------------- | ------------------ | ------------------ |
| 2007               | Trenčín (Eslovaquia) | Medalla de bronce  | C1                 |